# Heteropoda debalae
Heteropoda debalae este o specie de păianjeni din genul Heteropoda, familia Sparassidae, descrisă de Kalipada Biswas și Roger Roy în anul 2005. Conform Catalogue of Life specia Heteropoda debalae nu are subspecii cunoscute.